# Vernie
Vernie là một xã trong tỉnh Sarthe ở tây bắc nước Pháp. Xã này có diện tích 10 km2.